# Diecezja Valença
Diecezja Valença (łac. Dioecesis Valentinus in Brasilia) – diecezja Kościoła rzymskokatolickiego w Brazylii. Należy do metropolii Rio de Janeiro i wchodzi w skład regionu kościelnego Leste I. Została erygowana przez papieża Piusa XI bullą Ex apostolico officio w dniu 27 marca 1925.